# Victor De Bisschop
Victor Franciscus De Bisschop (Gent, 11 januari 1875 - aldaar, 9 januari 1961) was een  roeier uit België en was lid van de Koninklijke Roeivereniging Club Gent. Hij veroverde vier Europese en zes Belgische kampioenschappen.

## Loopbaan
De Bisschop werd in 1898 en 1899 Europees kampioen in vier met stuurman en de acht van de Club Nautique de Gand.
Victor De Bisschop is de oudere broer van Jules De Bisschop
De Bisschop werd na zijn actieve carrière ondervoorzitter van de Belgische Roeibond. Hij was ook voorzitter van de jaarlijkse wedstrijd Club - Sport Gent

## Palmares

### vier met stuurman
- 1898:  BK
- 1898:  EK in Turijn
- 1899:  BK
- 1899:  EK in Oostende

### acht
- 1893:  BK
- 1893:  EK op het Ortameer
- 1894:  BK
- 1894:  EK in Maçon
- 1896:  EK in Genève
- 1898:  BK
- 1898:  EK in Turijn
- 1899:  BK
- 1899:  EK in Oostende